# Темпы
Те́мпы — село в Талдомском городском округе Московской области России. Население — 437 чел. (2010).

## Расположение
Рядом с селом расположены железнодорожная платформа Темпы и шлюз № 2 канала имени Москвы. Рядом проходит автомагистраль А104, которая соединяет города Дубна, Дмитров и Москва.

## История
Населённый пункт возник в связи со строительством в 1932—1937 годах канала имени Москвы. Канал строили заключённые, образованного для этих целей Дмитлага. Участок при шлюзе № 2 получил название "Темпы" в духе соцсоревнований того времени.
Поселения вольнонаёмных работников можно считать началом возникновения посёлка.
Также для строительства канала в 1930-е годы была построена железнодорожная ветка Вербилки — Большая Волга с платформой Темпы. Ветка была разобрана во время войны, восстановлена в 1950-х и продлена до Дубны в 1969 году.
31 января 1938 года Управление эксплуатации канала Москва — Волга было передано в подчинение Наркомвода, а Дмитлаг был реорганизован в Отдельный Дмитровский район ГУЛАГа. В том же году он был преобразован в ИТЛ Дмитровского механического завода, просуществовавший до 1940 года.
Стал посёлком городского типа 29 мая 1941 года согласно указу Верховного Совета РСФСР «Об отнесении населённого пункта Темпы Талдомского района Московской области к категории рабочих посёлков» № 619/18.
Преобразован в сельский населённый пункт в 2002 году.
До муниципальной реформы 2006 года входил в Темповый сельский округ.
До 2018 года село было административным центром сельского поселения Темповое Талдомского района Московской области.

## Население
| 1959 | 1970  | 1979 | 1989 | 2002 | 2006 | 2010 |
| ---- | ----- | ---- | ---- | ---- | ---- | ---- |
| 1858 | ↘1045 | ↘930 | ↘673 | ↘462 | ↘364 | ↗437 |

## Транспорт
Автомобильный, водный и железнодорожный транспорт.

## Интересные факты
- 1 мая 1937 года во время остановки теплохода в Темпах были арестованы начальники Дмитровлага Фирин и Пузицкий[13].